# John Njue
John Njue (Embu, 1 de janeiro de 1946) é um cardeal queniano, arcebispo-emérito de Nairóbi. Anteriormente, atuou como arcebispo-coadjutor de Nyeri de 2002 a 2007 e bispo de Embu de 1986 a 2002. Ele foi elevado ao posto de cardeal em 2007.

## Biografia
Estudou no Seminário Menor de Meru e posteriormente, na Pontifícia Universidade Urbaniana de Roma, entre 1967 e 1974, onde obteve a licenciatura em Filosofia. Foi ordenado padre em 6 de janeiro de 1973, pelo Papa Paulo VI, na Basílica de São Pedro. Depois, estudou na Pontifícia Universidade Lateranense de Roma, onde obteve a licenciatura em teologia pastoral. Tornou-se professor de filosofia no Seminário Nacional de Bungoma, da diocese de Kakmega, em 1975 e depois, seu vice-reitor e, finalmente, seu reitor. Em 1982, ele completou um curso de espiritualidade nos Estados Unidos. Foi reitor do Seminário Filosófico de Meru, em Nairóbi.
Eleito primeiro bispo de Embu em 9 de junho de 1986, pelo Papa João Paulo II, foi consagrado em 20 de setembro de 1986, no Estádio de Embu, pelo cardeal Jozef Tomko, prefeito da Congregação para a Evangelização dos Povos, coadjuvado por Silas Silvius Njiru, bispo de Meru e por Raphael Simon Ndingi Mwana'a Nzeki, bispo de Nakuru. Foi presidente da Conferência Episcopal do Quênia, entre 1997 e 2003. Promovido a arcebispo-coadjutor de Nyeri em 23 de janeiro de 2002, antes de suceder na Sé foi transferido para a Arquidiocese de Nairóbi, em 6 de outubro de 2007, onde fez sua entrada solene em 1 de novembro do mesmo ano.
Foi criado cardeal pelo Papa Bento XVI no Consistório Ordinário Público de 2007, no dia 24 de novembro, sendo-lhe imposto o barrete cardinalício em 17 de fevereiro de 2008, com o titulus de cardeal-presbítero de Preziosissimo Sangue di Nostro Signore Gesù Cristo. No momento do Consistório, foi nomeado como membro da Congregação para a Evangelização dos Povos e do Pontifício Conselho para as Comunicações Sociais, dos quais é membro atualmente. Desde 30 de novembro de 2013 é membro da Congregação para a Educação Católica.
Em 4 de janeiro de 2021, o Papa Francisco aceitou sua renúncia da administração da Arquidiocese de Nairóbi.

## Conclaves
- Conclave de 2013 - participou da eleição de Jorge Mario Bergoglio como Papa Francisco.